# Ramburiella foveolata
Ramburiella foveolata är en insektsart som beskrevs av Yu S. Tarbinsky 1931. Ramburiella foveolata ingår i släktet Ramburiella och familjen gräshoppor. Inga underarter finns listade i Catalogue of Life.